# توشیو ماتسوموتو

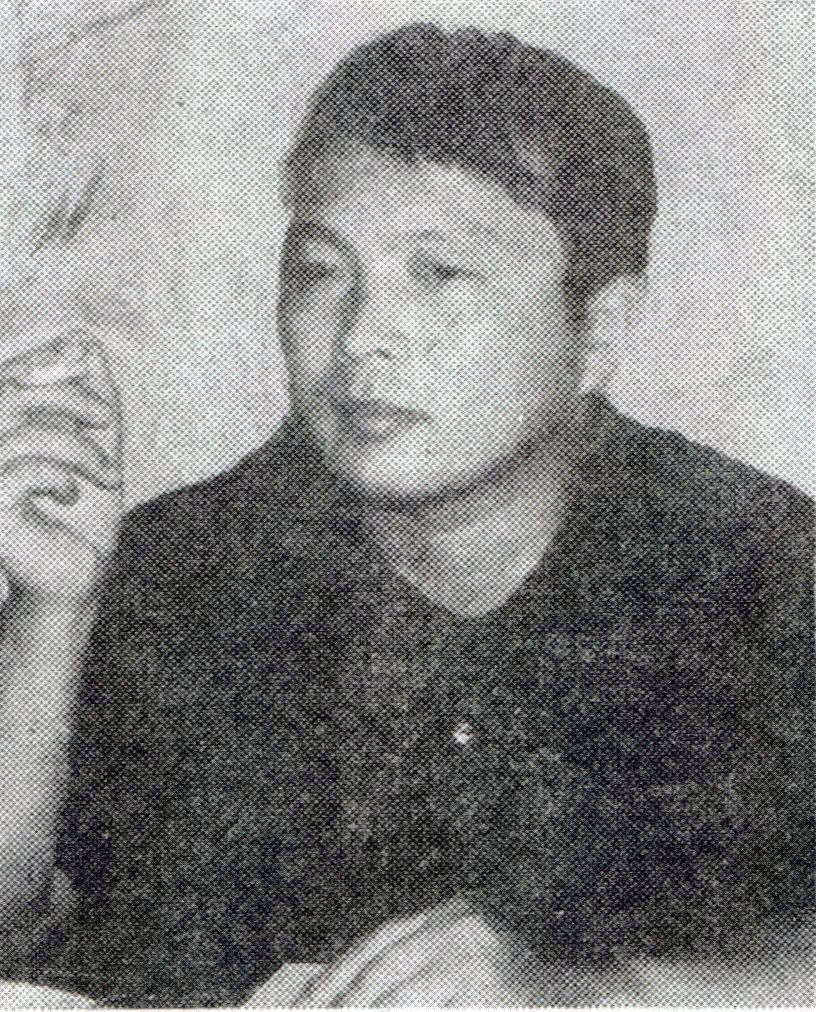
توشیئو ماتسوموتو، کارگردان اهل ژاپن - ۱۹۶۷

توشیئو ماتسوموتو (به ژاپنی: 松本 俊夫 Matsumoto Toshio) (زادهٔ ۱۹۳۲ - درگذشتهٔ ۱۲ آوریل ۲۰۱۷) کارگردان فیلم و هنرمند هنر ویدئویی اهل ژاپن بود. معروفترین اثر او تشییع جنازه گل‌های رز بود.